# Ražanj (Serbia)
Ražanj (cyr. Ражањ) – wieś w Serbii, w okręgu niszawskim, siedziba gminy Ražanj. W 2011 roku liczyła 1245 mieszkańców.